# Shoreditch High Street (stacja kolejowa)
Shoreditch High Street – stacja kolejowa w Londynie, zarządzana i obsługiwana przez London Overground jako część East London Line. Budynek stacji położony jest dokładnie na granicy administracyjnej dwóch gmin Wielkiego Londynu - London Borough of Hackney oraz London Borough of Tower Hamlets. W efekcie podróżny, w zależności od wybranego przez siebie wyjścia ze stacji, może znaleźć się w różnych gminach. 
Stacja była jedną z czterech wybudowanych od podstaw w ramach projektu modernizacji i rozbudowy East London Line, związanej z przekształcaniem jej z linii metra w linię kolejową. Do budowy prowadzącego do niej fragmentu linii zaangażowany był m.in. największy dźwig w Wielkiej Brytanii, przy pomocy którego ustawiono prefabrykowany most, ważący 350 ton i mierzący 35 metrów. Nazwa stacji wzbudziła pewne kontrowersje - jeden z radnych gminy Tower Hamlets domagał się w 2008 roku, aby została nazwa Banglatown, co miało podkreślać, iż większość mieszkańców okolicy stanowią imigranci z Bangladeszu i ich potomkowie. Transport for London odrzuciło jednak te żądania, podkreślając iż wszystkie stacje kolejowe i metra oraz przystanki komunikacji miejskiej w Londynie czerpią nazwy wyłącznie od nazw miejsc, gdzie się znajdują.